# T17 Deerhound
T17 «Дірхаунд» (англ. T17 Deerhound) — легкий бронеавтомобіль з колісною формулою 6×6 виробництва США часів Другої світової війни.

## Історія
У липні 1941 року американський Департамент озброєння армії (англ. US Army Ordnance) виставив технічні вимоги на розробку середнього бронеавтомобіля з гарматним озброєнням у башті кругового обертання і протиснарядним бронезащитом. На конкурс були представлені два прототипи з колісними формулами 4×4 та 6×6. Компанія Ford Motor Company представила бронеавтомобіль T17 з формулою 6×6 для випробувань на Абердинському полігоні. А компанія Chevrolet виставила на іспити бронеавтомобіль 4×4, який отримав назву T17E1.
На початку весни 1942 року був представлений прототип броньовика T17. Машина вийшла досить великою і важкою, що було пов'язано з вимогами, які виставлялися до неї. Бронемашина довжиною близько 5,5 метра, шириною 2,7 м і висотою 2,35 м важила трохи менше 13 тонн. Корпус T17 мав досить товсту броню для американської броньованої техніки того часу і за рівнем захисту броньовик, як мінімум, не поступався деяким танкам початку 1940-х років.
Компонування внутрішніх обсягів корпусу було виконано відповідно до класичних ідей танкобудування. У передній частині корпусу розташовувалося відділення управління з робочими місцями механіка-водія і його помічника, який виконував функції кулеметника і штурмана. За ним, у середній частині корпусу знаходилося бойове відділення з двомісним баштою. В кормовій частині розміщувалося моторно-трансмісійне відділення бронеавтомобіля. Крім того, під підлогою бойового відділення і відділення управління розташовувалися карданні вали і інші елементи трансмісії, які забезпечували привід всіх шести коліс.
Дослідний зразок T17 оснащувався бензиновим двигуном рідинного охолодження фірми Ford Hercules JXD потужністю 90 к.с. Через механічну трансмісію крутний момент двигуна передавався на шість коліс. Колісна ходова частина бронеавтомобіля оснащувалася незалежною підвіскою з використанням листових ресор. Колеса мали пневматичні шини розміром 12×20 дюймів.
Бронеавтомобіль планувалося поставляти британської армії в кількості на січень 1942 року 2260 машин, пізніше цю цифру довели до 3750 бронеавтомобілів. Британці дали назву машинам T17 — «Дірхаунд».
До січня 1943 року були поставлені перші 250 машин T17 «Дірхаунд», 6 з них відразу були відправлені до Північної Африки в розпорядження британського угруповання. Проте, у перших ж боях, під час бойових зіткнень бронеавтомобіль проявив себе не з найкращого боку, тому британці відмовилися від решти випущених машин. Важкий колісний броньовик не міг ефективно воювати в африканських умовах, а порівняно високі вогнева міць і рівень захисту в ряді ситуацій виявлялися недостатніми. Тому, з решти бронеавтомобілів T17 «Дірхаунд» були зняті гармати, а машини передані в розпорядження військової поліції США.